# Tim Pawlenty
Tim Pawlenty (Saint Paul, 27 novembre 1960) è un politico statunitense, governatore del Minnesota dal 2003 al 2011 ed in precedenza rappresentante statale dal 1993 al 2003. Ad oggi, Pawlenty è l'ultimo membro del Partito Repubblicano a servire come governatore del Minnesota.

## Biografia
Esponente del Partito Repubblicano, è stato membro della Camera dei rappresentanti del Minnesota dal 1993 al 2003, operando anche come capogruppo del suo movimento dal 1999. Nel 2002 venne scelto come candidato dei repubblicani alla carica di governatore del Minnesota e alle elezioni vinse con il 44.4% dei consensi; quattro anni dopo si presentò per un secondo mandato e lo ottenne con il 46.7% dei voti, sconfiggendo con solo l'1% il rappresentante dei democratici.
Nel 2011, quando concluse la sua esperienza di governatore, sembrava orientato a candidarsi alle primarie repubblicane che avrebbero deciso il candidato presidente dell'Elefante alle elezioni presidenziali del 2012, ma alla fine preferì appoggiare Mitt Romney.